# Myllykoski Oyj
Myllykoski Oyj var en finländsk skogsindustrikoncern grundad 1892 som Myllykoski träsliperi Ab i Anjalankoski. Verksamheten i Finland drevs av dotterbolaget Myllykoski Paper Oy.
Efter ekonomiska svårigheter inom Myllykoskikoncernen offentliggjorde UPM-Kymmene i december 2010 ett planerat köp av Myllykoski och dess samarbetspartner Rhein Papier. Affären värd 900 miljoner euro godkändes 13 juli 2011 av Europeiska kommissionen som inte såg hinder för konkurrens.